# Frampton Forgets The Words
Albums de Peter Frampton Band
All Blues
(2019)
Frampton Forgets the Words est le dix-huitième album studio du guitariste rock britannique Peter Frampton  et crédité au Peter Frampton Band. Il est sorti sur le label UMe le 23 avril 2021. L'album contient des versions instrumentales de certaines de ses chansons préférées d'autres artistes. Dans le prolongement de son album 2019 de reprises de blues, All Blues, de sa tournée d'adieu et de la publication en 2020 de son autobiographie, Do You Feel Like I Do?. L'album poursuit l'élan de travail de Frampton en réponse à son diagnostic de myosite à corps d'inclusion en 2014.

## Contexte et enregistrement
Avec Frampton Forgets the Words, Peter Frampton revisite  l'approche entièrement instrumentale de son album Fingerprints de 2006,. Il entreprend par une volonté continue de travailler, conscient des effets dégénératifs progressifs de la myosite à inclusions sur ses capacités musculaires. Dans le choix des morceaux, l'album reflète les collaborateurs et amis du début de sa carrière (David Bowie, George Harrison), son penchant durable pour la Motown (Stevie Wonder, Marvin Gaye) et son appréciation pour les chansons plus récentes d'artistes tels que Roxy Music, Lenny Kravitz, Alison Krauss et Radiohead. Il précise que ses interprétations à la guitare sont des hommages aux enregistrements de ces artistes, plutôt que des reprises standard,.
Frampton et son groupe enregistrent l'album début 2019, dans le cadre d'une période intensive d'enregistrement qui a commencé en octobre 2018, après leur tournée avec Steve Miller, qui a également produit l'album All Blues, un deuxième album de blues et « un demi-album solo ». Il effectue ensuite avec son groupe sa tournée « Finale » aux États-Unis et au Canada entre mai et octobre 2019. La pandémie de Covid-19 le contraint à annuler l'étape européenne de la tournée d'adieu, prévue pour mai 2020. Peter Frampton déclare que la pandémie avait également interrompu leur travail en studio, et qu'il s'était alors consacré à la promotion de son autobiographie.
L'enregistrement de Frampton Forgets the Words a lieu au Studio Phenix, le home studio de Frampton à Nashville au Tennessee, et l'album est produit par Chuck Ainlay et lui-même. Frampton joue tous les solos sur sa guitare Gibson Les Paul de 1954, sa signature. Il se souvient que l'enregistrement des hommages à Harrison et Bowie a été une triste expérience, en particulier la chanson de ce dernier, Loving the Alien, car il s'agissait du moment phare de Frampton sur scène lorsque Bowie et lui étaient en tournée ensemble dans les années 1980. Lors de l'annonce de la sortie de l'album en janvier 2021, il décrit Frampton Forgets the Words comme « une collection de 10 de mes morceaux de musique préférés ». Il déclare également qu'il avait choisi de ne pas chanter les chansons parce que sa guitare était sa « meilleure voix ».

## Vidéos musicales
Frampton réalise des clips pour certains des titres de l'album. Crédités au nom de Phenix Films, les clips sont créés avec Rob Arthur, son claviériste, qui a également réalisé des vidéos pour les Doobie Brothers et Dave Mason.
La vidéo de l'interprétation par Frampton de Reckoner de Radiohead sort le 29 janvier, coïncidant avec l'annonce de l'album. Le 26 février, il présente la vidéo de sa reprise de Avalon de Roxy Music. La vidéo de Loving the Alien est diffusée en avant-première sur le site Internet des Grammy Awards le 25 mars, coïncidant avec l'interview de Frampton pour le site. Interrogé dans l'interview sur ses espoirs de terminer la tournée d'adieu, il déclare qu'il devait être « réaliste » car : « nous avons deux horloges en ce moment, dans le monde entier... L'une est notre horloge de vie et l'autre est l'horloge de COVID... Mais j'ai une troisième horloge, qui est mon IBM... Lentement mais sûrement, malheureusement, je perds de la force dans mes mains, mes bras et mes jambes ».
Le 16 avril, il a publié la vidéo de la chanson de Harrison Isn't It a Pity. On y voit Frampton s'acclimater à la vie en milieu fermé avec l'annulation de son itinéraire de concerts pour 2020, lutter contre l'ennui à la maison, et Zoomer avec les membres de sa famille.

## Parution et réception de l'album
UMe publie Frampton Forgets the Words le 23 avril 2021. Comme pour All Blues, le nom de l'artiste est Peter Frampton Band. La pochette de l'album représente une machine à écrire Phenix vintage et, en guise de jeu de mots sur le titre de la collection, une feuille de papier vierge à l'intérieur de la machine. L'album est disponible sur un CD simple, un double LP sur vinyle standard, et un double LP sur vinyle « Coke Bottle Clear Coloured »,. Aux États-Unis, Frampton Forgets the Words débute à la 12e place du classement Billboard 200.
Dans sa critique pour American Songwriter, Hal Horowitz admire la pureté du jeu de guitare de Frampton sur l'album, en disant que cet aspect a souvent été perdu derrière les effets de guitare qui plaisent à la foule dans les performances live de l'artiste. Selon lui, l'album montre les « superbes prouesses guitaristiques » de Frampton dans un large éventail de contextes stylistiques, du rock et de la soul à la country, au jazz, à la dream pop et au funk. Max Bell de Classic Rock décrit les arrangements de guitare comme « riches en tonalités » et « majestueux », et suffisamment raffinés pour que les différents morceaux puissent être réunis dans une seule collection. Il met en lumière les versions de I Don't Know Why de Wonder et de Dreamland de Michel Colombier, et conclut sur l'album : « Immunité collective pour les temps troublés. Le garçon de Beckenham a bien fait ».
Dans sa critique pour Spill Magazine, Bryan Williston déclare que Frampton constitue l'exception à l'idée que toute nouvelle sortie d'un « rocker vieillissant » mérite d'être ignorée. Il trouve que le jeu nuancé de Frampton est un substitut efficace à la voix humaine, ajoutant : « Si le pedigree rock, les capacités incroyables et le son génial sont votre truc, cette collection est un must ». David Gill de Riff Magazine considère que les adaptations plus lentes et émotives des chansons de Harrison, Bowie et Roxy Music sont plus efficaces que les morceaux rock plus lourds de l'album. Il estime que Forgets the Words est un « instantané poignant » d'un artiste dont les capacités de jeu sont menacées, mais qui cherche encore à créer et à se connecter avec son public à l'ère du COVID.
Pour Alain Gouvrion de Rolling Stone, Peter Framton réalise « un superbe disque instrumental, au fil duquel le guitar hero revisite quelques-uns de ses morceaux préférés ». Saluant les relectures de Loving the Alien, Avalon, Isn’it a Pity, If You Want Me to Stay et de Reckoner, c'est pour lui « Une jolie façon de rendre hommage à la musique pop, que Frampton aura toujours servie avec la classe innée d’un gentleman ».

## Contenu de l'album
| Frampton Forgets The Words | Frampton Forgets The Words | Frampton Forgets The Words                                              | Frampton Forgets The Words | Frampton Forgets The Words | Frampton Forgets The Words | Frampton Forgets The Words | Frampton Forgets The Words | Frampton Forgets The Words | Frampton Forgets The Words |
| No                         | Titre                      | Auteur                                                                  | Durée                      |                            |                            |                            |                            |                            |                            |
| -------------------------- | -------------------------- | ----------------------------------------------------------------------- | -------------------------- | -------------------------- | -------------------------- | -------------------------- | -------------------------- | -------------------------- | -------------------------- |
| 1.                         | If You Want Me to Stay     | Sly Stone                                                               | 5:35                       |                            |                            |                            |                            |                            |                            |
| 2.                         | Reckoner                   | Thom Yorke, Jonny Greenwood, Ed O'Brien, Colin Greenwood, Philip Selway | 6:15                       |                            |                            |                            |                            |                            |                            |
| 3.                         | Dreamland                  | Michel Colombier, Jaco Pastorius                                        | 4:04                       |                            |                            |                            |                            |                            |                            |
| 4.                         | One More Heartache         | Marv Tarplin, Bobby Rogers, Ronnie White, Smokey Robinson, Warren Moore | 4:26                       |                            |                            |                            |                            |                            |                            |
| 5.                         | Avalon                     | Bryan Ferry                                                             | 5:08                       |                            |                            |                            |                            |                            |                            |
| 6.                         | Isn't It a Pity            | George Harrison                                                         | 4:51                       |                            |                            |                            |                            |                            |                            |
| 7.                         | I Don't Know Why           | Stevie Wonder, Paul Riser, Don Hunter, Lula Hardaway                    | 2:50                       |                            |                            |                            |                            |                            |                            |
| 8.                         | Loving the Alien           | David Bowie                                                             | 7:04                       |                            |                            |                            |                            |                            |                            |
| 9.                         | Maybe                      | Gordon Kennedy, Phil Madeira                                            | 4:25                       |                            |                            |                            |                            |                            |                            |
| 47:59                      |                            |                                                                         |                            |                            |                            |                            |                            |                            |                            |

## Personnel

### Peter Frampton Band
- Peter Frampton - guitares, programmation de la batterie électronique
- Adam Lester – guitares
- Glenn Worf - basse
- Rob Arthur - piano électrique, orgue Hammond B3, synthétiseur, programmation de la batterie, arrangements des cordes
- Dan Wojciechowski – batterie, percussions

### Musiciens supplémentaires
- Gordon Kennedy - guitare électrique 12 cordes (6), guitare acoustique 6 cordes (10)
- Eric Darken – percussions (1, 9)